# Зигфрид (орудие)
38 cm Siegfried K (E) (380 мм орудие Зигфрид на железнодорожной установке) — железнодорожное орудие, состоявшее на вооружении вермахта. Первоначально орудие было разработано для линкора Бисмарк, оставшиеся невостребованными пушки были использованы для изготовления железнодорожных орудий. Использовались для обстрела Англии, а затем в береговой обороне на Западном фронте. К марту 1945 года в строю осталось только одно орудие, остальные два стояли на ремонте.

## Производство
Первое орудие было сдано в сентябре, второе в декабре 1942 года. Третья пушка была готова только в октябре 1943 года.

## Описание
Орудие не имело горизонтальной наводки, поэтому его устанавливали на поворотный круг. Зигфрид заряжался только при опущенном стволе.

## Боеприпасы
Для стрельбы из Зигфридов использовали стандартные немецкие морские боеприпасы, существовало четыре типа снарядов.
| Название                                | Масса, кг | Масса взрывчатки, кг | Начальная скорость снаряда, м/с | Дальность, км |
| --------------------------------------- | --------- | -------------------- | ------------------------------- | ------------- |
| Sprenggranate L/4.6 m KZ m Hb           | 800       | 18,8                 | 820                             | 42            |
| Sprenggranate L/4.4 m BdZ m Hb          | 800       | 32,6                 | 820                             | 42            |
| Panzer-Sprenggranate L/4.4 m BdZ m Hb   | 800       | 62,4                 | 820                             | 42            |
| Siegfried-Granate L/4.5 m KZ u BdZ m Hb | 495       | 69                   | 1050                            | 55,7          |